# Tjost

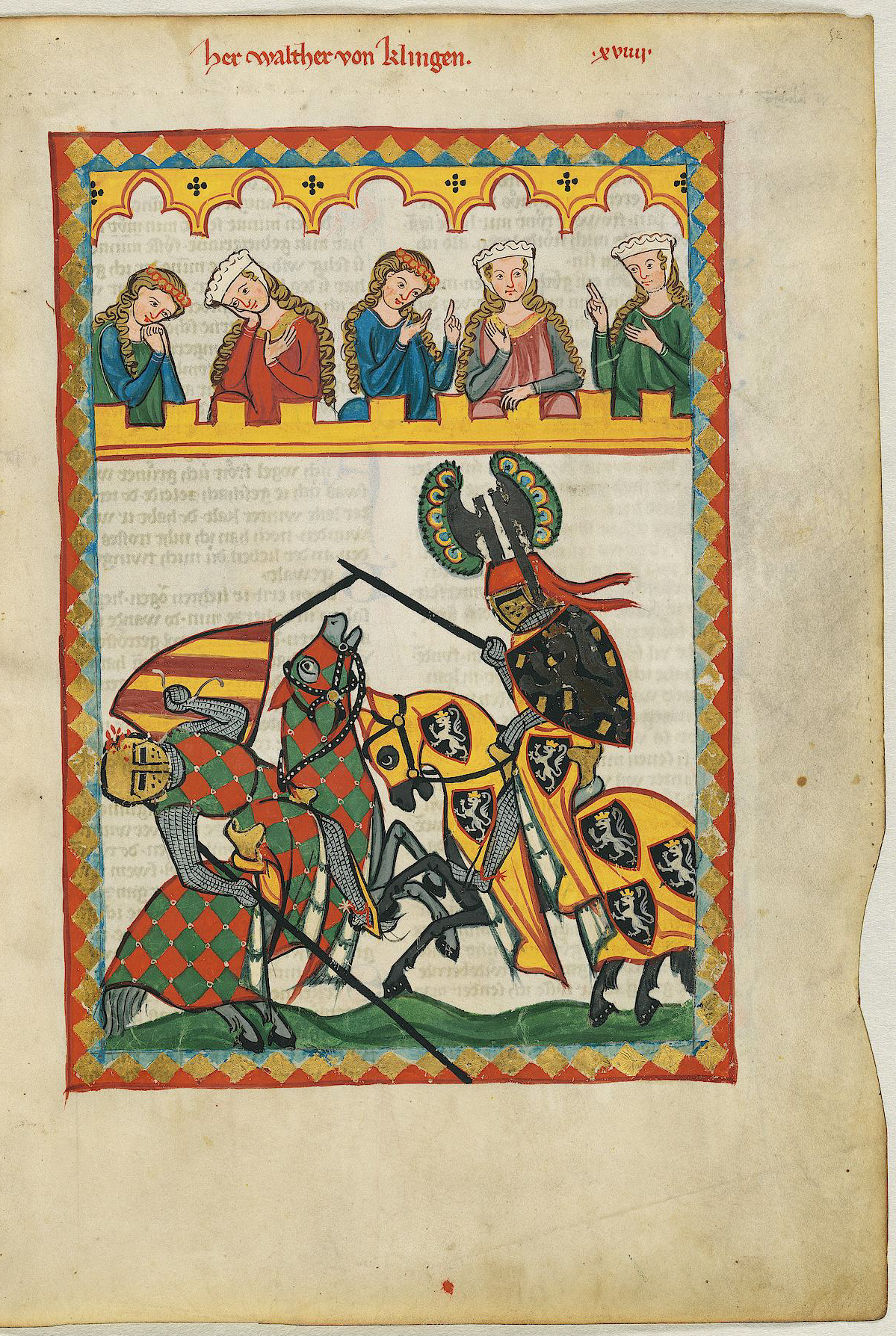
Darstellung eines Tjosts im Codex Manesse (um 1300)

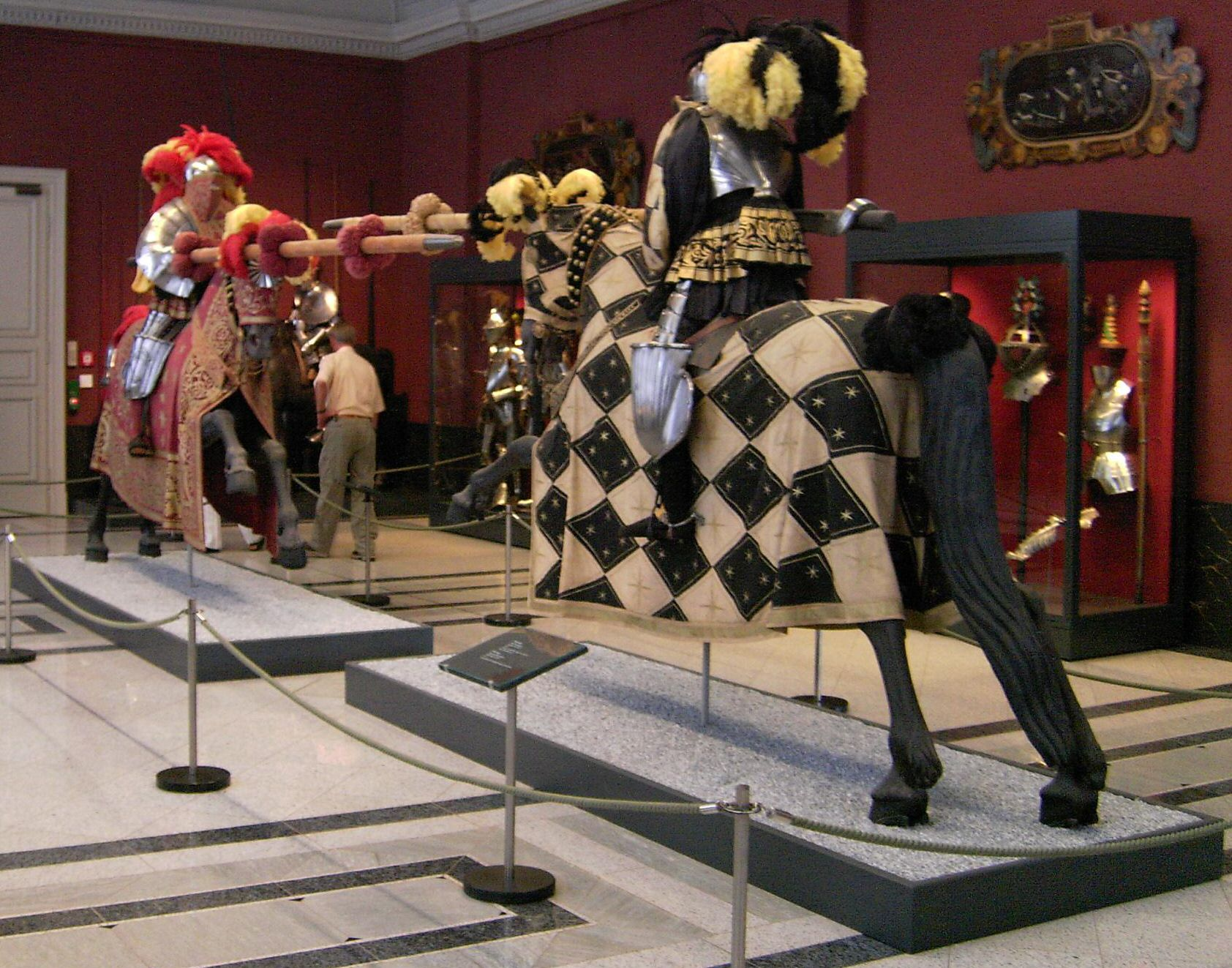
Turnierwaffen und -rüstungen (16. bis 17. Jahrhundert)

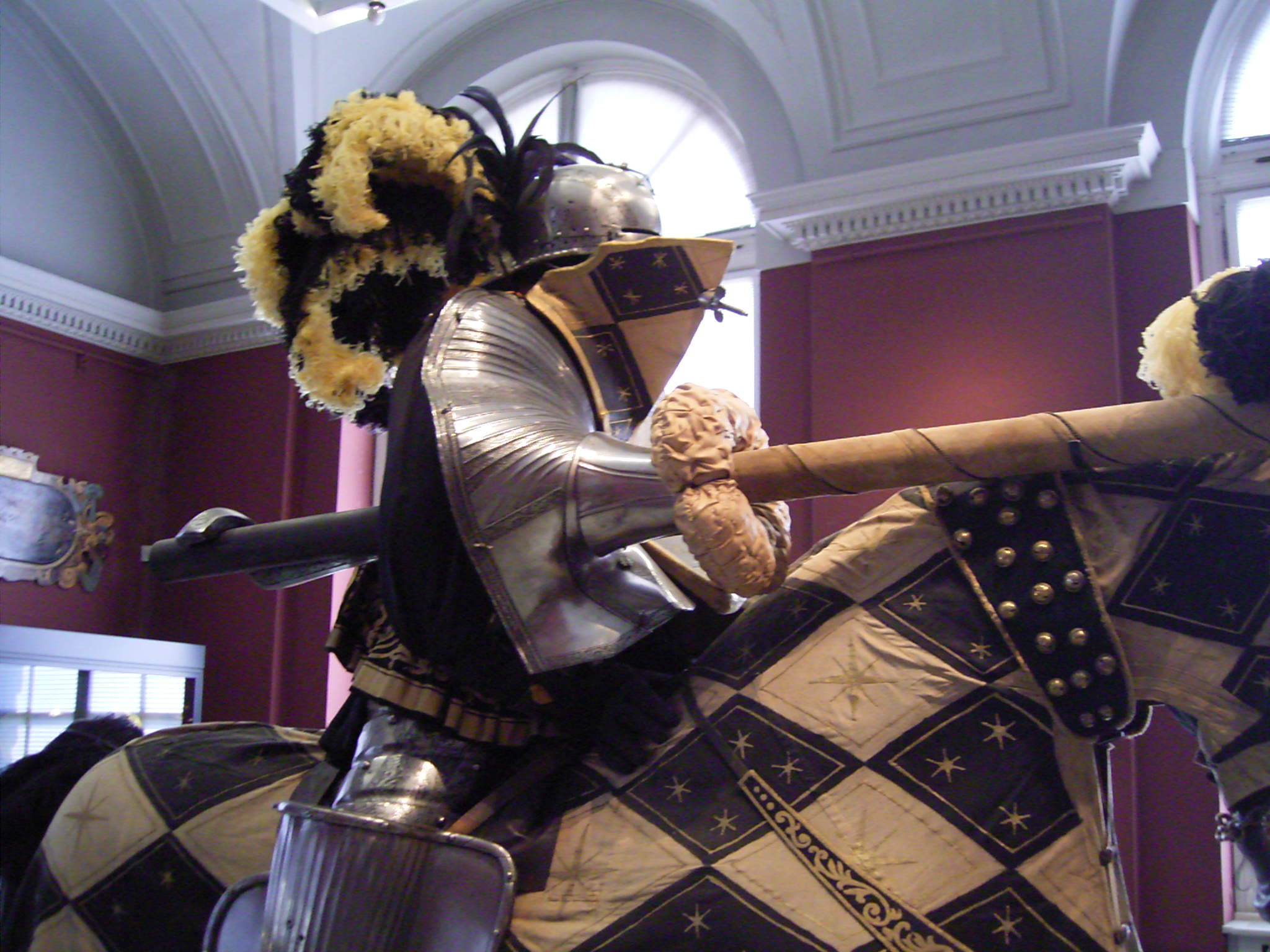
Turnierrüstungen aus der Dresdner Rüstkammer (16. bis 17. Jahrhundert)

Die (auch: der) Tjost (auch: das Tjostieren, das Tjosten oder Lanzenstechen) ist ein ritterliches Zweikampfspiel mit der Lanze zu Pferd. Dabei reiten zwei Ritter in voller Rüstung und mit stumpfen oder anderweitig präparierten Lanzen (Rennspieß genannt), seit dem Spätmittelalter jeweils rechts und links einer Beschrankung (Tilt), aufeinander zu, um durch einen gezielten Lanzenstoß den Gegner vom Pferd zu stoßen oder, was eher die Regel war, einen Treffer an Schild oder Kübelhelm bzw. später Stechhelm des Gegners zu landen. Tjost wird weiterhin bei heutigen Ritterspielen veranstaltet.

## Entwicklung
Das Tjosten begann im Hochmittelalter als ritterliches Kampftraining.
Populär als Schau für Volk und Adel im Rahmen der mittelalterlichen Ritterturniere wurde es seit dem 12. Jahrhundert. Das Wort Tjost ist eine Entlehnung aus dem Altfranzösischen joster und erscheint in den Ritterromanen des Hochmittelalters, erstmals im späten 12. Jahrhundert (Erec). Die Tjost wird unter anderem ausführlich und in vielen Wiederholungen in Wolfram von Eschenbachs Roman Parzival beschrieben. Im 15. Jahrhundert verschwindet das Wort weitgehend; die Tjoste des 16. Jahrhunderts wurden zeitgenössisch als Stechen und Rennen bezeichnet. Für jede der beiden Disziplinen gab es spezielle Rüstungen, beziehungsweise spezielle Rüstungsteile, das Stech- und Rennzeug.
Die Tjost galt mancherorts als die Königsdisziplin des Turnieres. Der Sieger einer Tjost erhielt vom Verlierer häufig dessen Ausrüstung, also Waffen, Rüstung und Pferd. Aus diesem Grund konnten die Teilnehmer der Tjoste hohe Verluste und ebenso hohe Gewinne erzielen. Als Folge davon gab es Ritter, die von Turnier zu Turnier reisten und sich durch die erfolgreiche Teilnahme an Tjosten ihren Lebensunterhalt verdienten bzw. zu einem gewissen Reichtum kamen.
Spätestens seit dem 15. Jahrhundert war die Tjost als militärisches Training nicht mehr relevant und entwickelte sich deswegen als Sport weiter. Besonders unter Kaiser Maximilian I. (Beiname: „Der letzte Ritter“) entstand ab den 1490er Jahren eine regelrechte „Tjost-Industrie“ mit Wettkämpfen unter diversen Regeln und mit unterschiedlichen, speziell entworfenen Ausrüstungen. Paulus Hector Mair erstellte in den 1540er Jahren eine Liste von mehr als einem Dutzend unterschiedlicher Tjost-Arten.
Diese Wettkämpfe wurden im Verlaufe des 16. Jahrhunderts weiterhin gepflegt, auch von der bürgerlichen Schicht wie beim „Gesellen-Stechen“ in Nürnberg (1561). Ebenso in England, wo zu Ehren der Königin Elisabeth I. jährliche Accession Day tilts durchgeführt wurden.

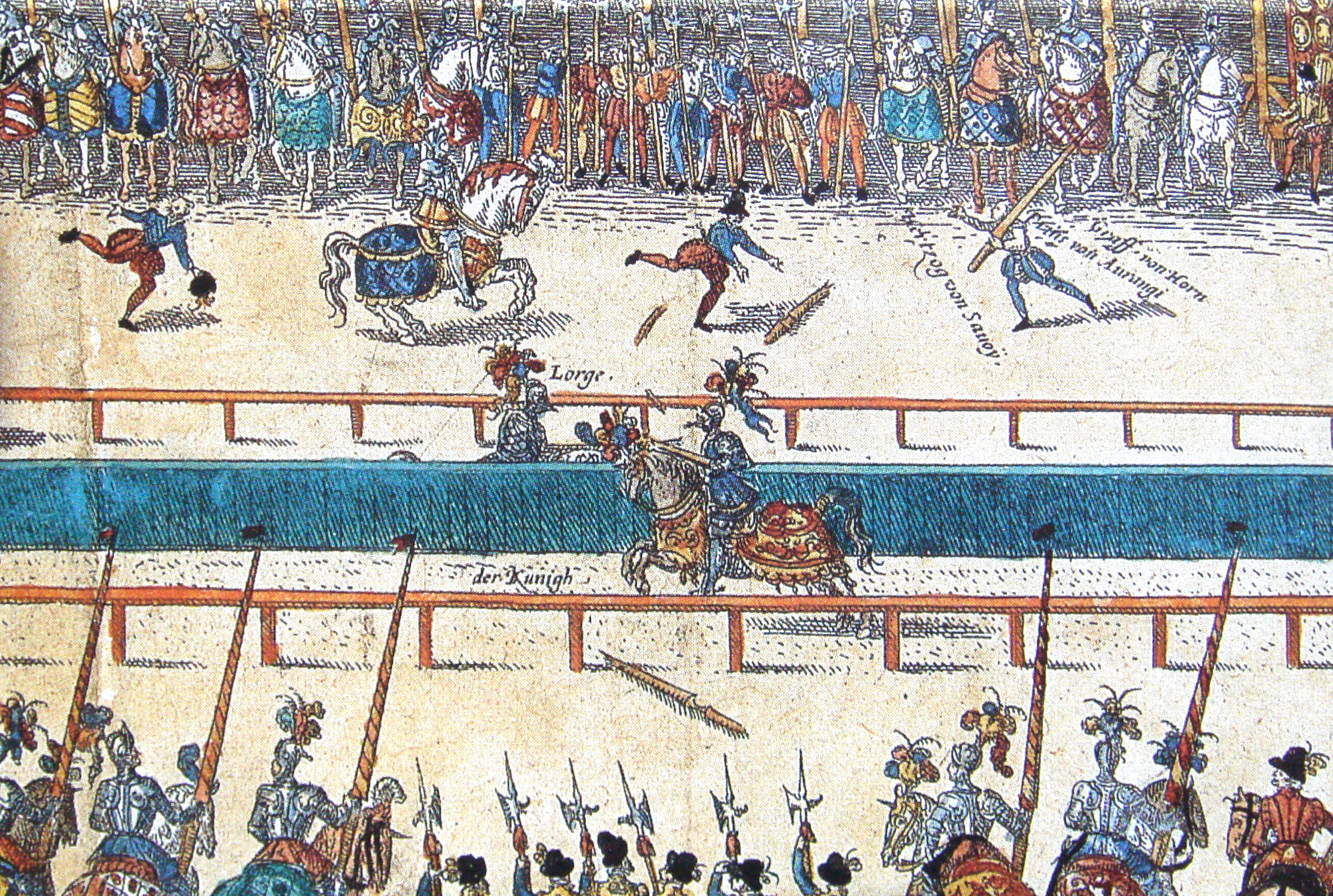
Das verhängnisvolle Turnier in Paris von 1559, bei dem König Henry II. teilnahm, deutsche Radierung.

Dagegen wurde die Tjost in Frankreich verboten, nachdem 1559 König Heinrich II. bei einem Unfall ums Leben kam, nachdem ein Lanzensplitter durch die Augenhöhle in den Schädel eingedrungen war.

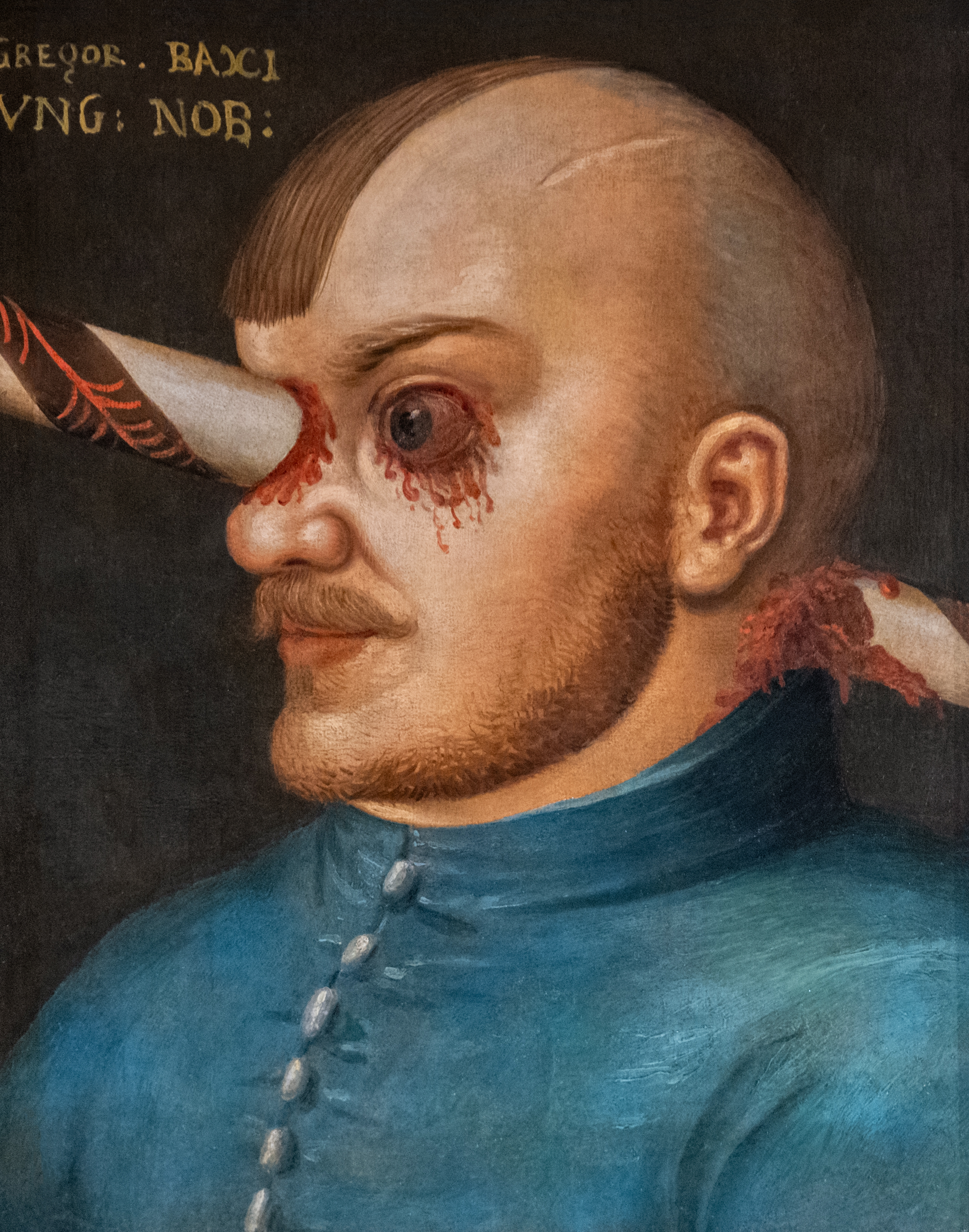
Gregor Baci mit Turnierverletzung

Im 16. Jahrhundert erlitt der ungarische Edelmann Gregor Baci eine schwere Kopfverletzung durch eine Turnierlanze, die durch sein rechtes Auge den Kopf durchbohrte. Diese Verletzung soll er noch um ein Jahr überlebt haben.
Nach dem Ende des 16. Jahrhunderts starb die Tjost rasch aus. Eine späte Veranstaltung fand noch bei der Hochzeitsfeier des englischen Königs Karl I. im Jahre 1625 statt. Im 19. Jahrhundert kam der Sport im Zuge von Romantik und Historismus wieder in größeres Interesse und wird seitdem weiterhin gepflegt.
Eingedenk der Verletzungsgefahr trotz stumpfer Waffen und spezieller Turnierrüstung sprachen verschiedene Fürsten und auch der Papst sich zeitweise gegen die Tjost als eitlen und gefährlichen Zeitvertreib aus, was der Beliebtheit des Sports allerdings bis zu seinem oben beschriebenen Niedergang im Barock zunächst wenig Abbruch tat. Parallel zur Tjost wurden aber auch andere Formen des Lanzenstechens entwickelt, so waren Wettkämpfe im Ringreiten bis ins Rokoko gebräuchlich. Formen des Ringelstechens finden sich heute bei vielen Mittelalterfesten, zum Beispiel die Quintana in Ascoli Piceno, und im Pferdesport in Formen des Ringreitens wieder.

## Regeln
Im Hochmittelalter, in dem der vom ritterlichen Ehrbegriff geprägte Krieg in der Regel stark ritualisiert war, waren die Übergänge zwischen dem Turnier als friedlichem Wettstreit und ernsthafter Kampfentscheidung manchmal fließend, auch da es in Schlachten zu dieser Zeit üblich war, ritterliche Gegner eher gefangen zu nehmen als zu töten, wodurch Reiterkämpfe manchmal vergleichsweise unblutigen Charakter hatten; andererseits glichen Turniere beizeiten kleinen Schlachtfeldern oder großen Handgemengen wie im Buhurt. Noch im Hundertjährigen Krieg, im Zuge des Krieges der beiden Johannas, ging das Turnier der Dreißig in die Geschichte ein.
Wurde in der Anfangszeit des Tjostens also noch mit wenigen Sicherheitsvorschriften und teils bis zum Tod gekämpft („à l'Outrance“), so wurden die Tjoste in ihrer Entwicklung zunehmend eingeschränkt und unblutiger und nahmen mehr und mehr sportlichen als kriegerischen Charakter an. In England wurde etwa im Jahre 1292 das Statutum Armorum erlassen, nach dem keine scharfen Waffen zugelassen waren sowie Schwerter ohne Spitze und Lanzen stumpf zu sein hatten. Ebenso, wie es die Ehre gebot, durfte ein gefallener Gegner nicht weiter attackiert und ihm musste die Gelegenheit gegeben werden, dass seine Knappen ihm aufhalfen. Zuwiderhandlungen wurden mit Verlust von Pferd und Waffen sowie mit drei Jahren Kerker und Verhandlung vor dem königlichen Ehrengericht bestraft. Obwohl bei manchen Turnieren die Lanzen mit Sollbruchstellen versehen wurden, das Absitzen mit dem Weiterkampf zu Fuß eingestellt und nur noch der Sieg nach Punkten angestrebt wurde, gab es im Turnier dennoch weiterhin nicht selten Verletzungen und auch einige Todesfälle.

## Rezeption
- Das in Norddeutschland beliebte Ringreiten hat sich aus dem mittelalterlichen Turnier, beziehungsweise dem Lanzenstechen entwickelt.
- In der Oberlausitz und Nordböhmen gibt es den Volksbrauch des Ritterstechens. Dabei wird versucht, eine Ritterfigur mit einer Lanze und verbundenen Augen ins Herz zu treffen.
- Die Quintana von Ascoli ist seit 1377 belegt.
- In vielen Ritterfilmen werden Tjoste thematisiert. Beispiele hierfür sind die Filme Ritter aus Leidenschaft und Ivanhoe – Der schwarze Ritter.

## Tjosten als Sport
Tjosten wird heute nicht nur als Show oder Reenactment, sondern auch als Sport ausgeübt. In der International Jousting League sind ca. 300 Mitglieder aus 21 Staaten organisiert. In Deutschland ist die International Jousting League mit der Deutschen Tjostvereinigung vertreten.